# Elritsa
Elritsa (Phoxinus phoxinus) är en art i familjen karpfiskar. 

## Utseende

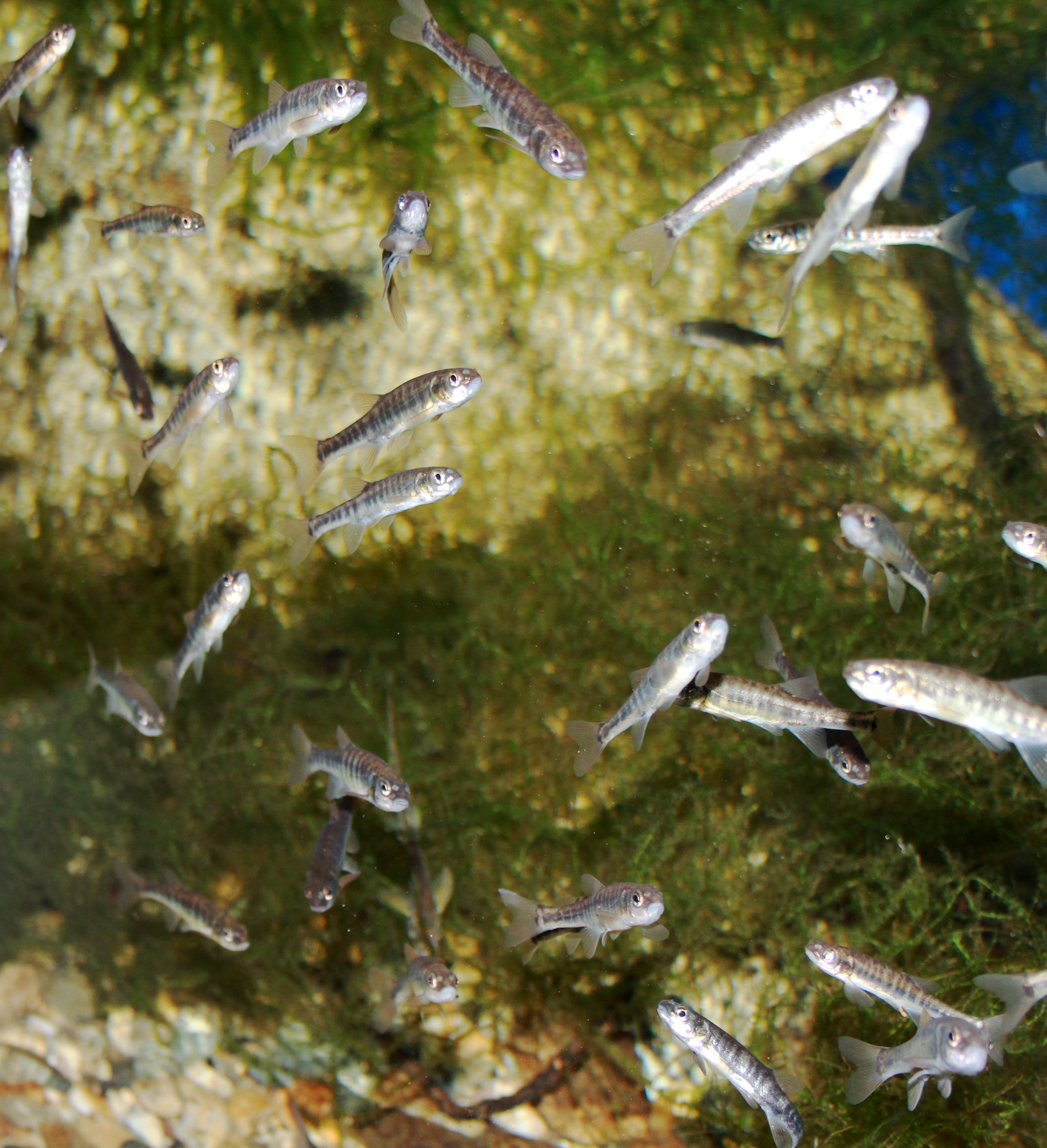
Elritsor.

Elritsan är en ganska liten fisk med en maxlängd på 14 cm. Honan är något större än hanen. Färgerna varierar beroende på miljöförhållandena, men ryggen och sidorna är oftast olivgröna, med en lätt bronsglans och buken är gul eller vit. Elritsan är slankare än de flesta andra karpfiskar. Under lektiden i juni och juli får hanen en rödaktig nyans på buken medan ryggen blir nästan svart. Båda könen får dessutom små, hårda vita knölar på huvudet och främre delen av kroppen i samband med leken.

## Utbredning
Elritsan är vanlig och finns i nästan hela Europa, utom i södra Spanien, Portugal, södra Italien och Grekland. Vidare förekommer den i norra Asien till Berings hav, utom i arktiska områden.

## Ekologi
Elritsan föredrar svalt strömmande vatten med hög syrehalt. Den äter alger, växtdelar, blötdjur, kräftdjur och insekter. Själv är den viktig föda för större rovfiskar och fåglar. För att undvika predatorer är elritsan snabb, noga med att gömma sig och bildar gärna stim, även tillsammans med andra arter.
Arten blir könsmogen vid 2 års ålder. Som mest kan den bli 11 år gammal.
Leken sker i rent vatten i områden med grusbotten under april till juni då honan kan lägga uppemot 1 000 ägg, som klibbar fast vid botten och som sedan kläcks efter 6 till 12 dygn.

## Elritsa och människan
Elritsa kallas också kvidd. Andra folkliga svenska namn på elritsa är alkuva, alkutta, alekula, alkura, bälefisk, kur, äling, sabbik, elling, ärling, glirr, gli, blindsill, budd, hamntorsk, hundgädda, hunnagädda, iggling, im, laxbådd, lortbuk, mjolpus, mudd, myrsik, spragg, stensil, görkänga, skinnfisk, skinnäling, plump, agn, ölkytt och örkytt.
Fisken kallas på kronobergska för bäckasill.[källa behövs]
Elritsa är Dalarnas landskapsfisk.